# Aritranis confusator
Aritranis confusator är en stekelart som beskrevs av Aubert 1968. Aritranis confusator ingår i släktet Aritranis och familjen brokparasitsteklar. Inga underarter finns listade.